# جان بابتيست ريغنيول

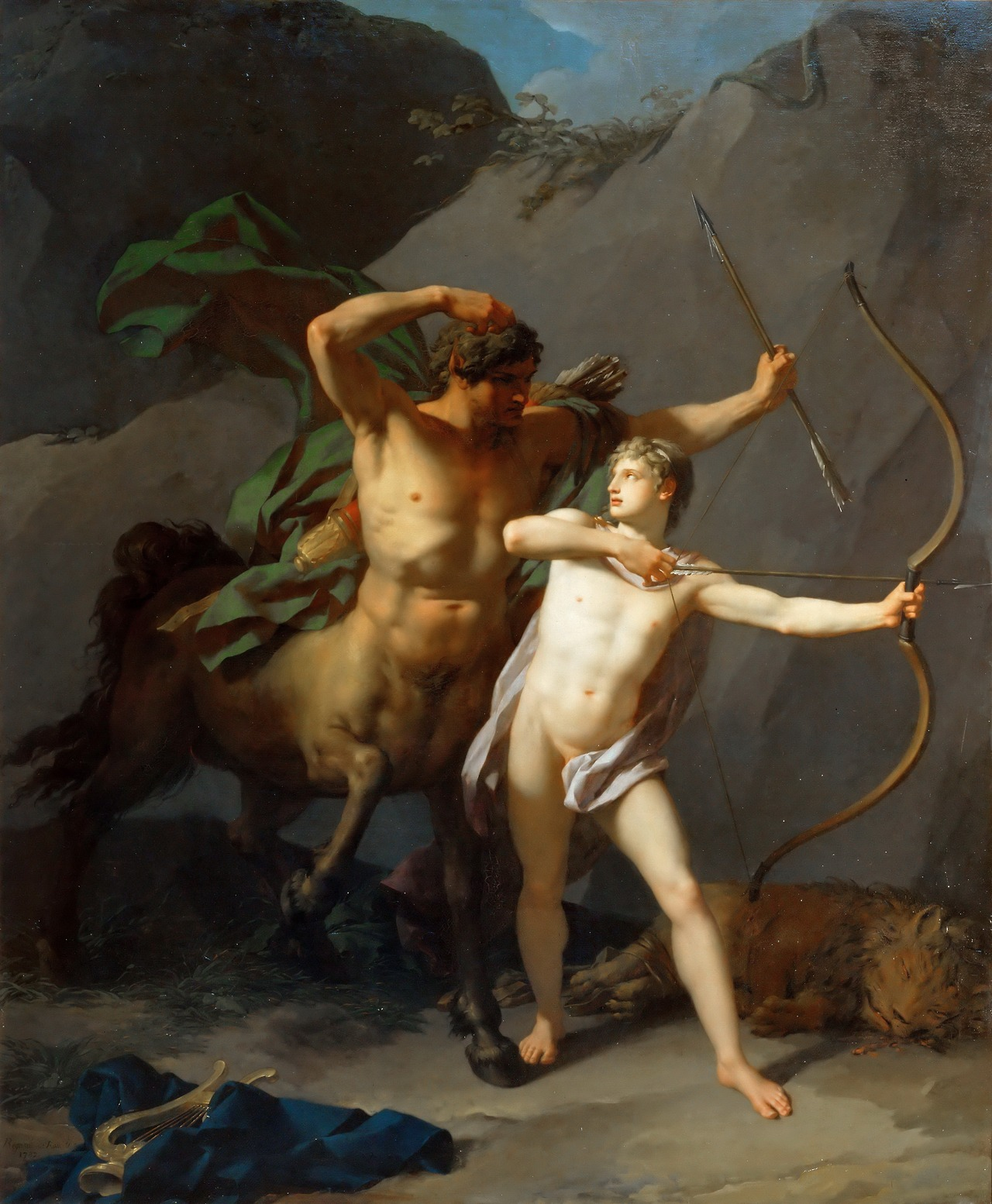
لوحة "تعليم آخيل". 1780/1790

جان بابتيست ريغنيول (بالفرنسية: Jean-Baptiste Regnault)‏ (9 أكتوبر 1754 – 12 نوفمبر 1829) هو رسام فرنسي.

## سيرة
ولد ريغنيول في باريس. جذبت موهبته الأنظار عندما بلغ الخامسة عشر من العمر، وأُرسل إلى إيطاليا. بعد عودته إلى باريس عام 1776، مُنح جائزة روما عن لوحة «الإسكندر وديوجانس»، وانتخب عضواً في أكاديمية الفنون الجميلة عام 1783. توجد لوحته «تعليم آخيل من قبل شيرون» في اللوفر. كما قام ريغنيول برسم عدد من اللوحات التاريخية الكبيرة. تزوج من صوفي ماير ومن ثم صوفي فيليسيتي بوكورت. توفي في باريس عام 1829، ودفن في مقبرة بير لاشيز.

## وصلات خارجية
- Jean-Baptiste Regnault in Artcyclopedia